# William Henry Vanderbilt III

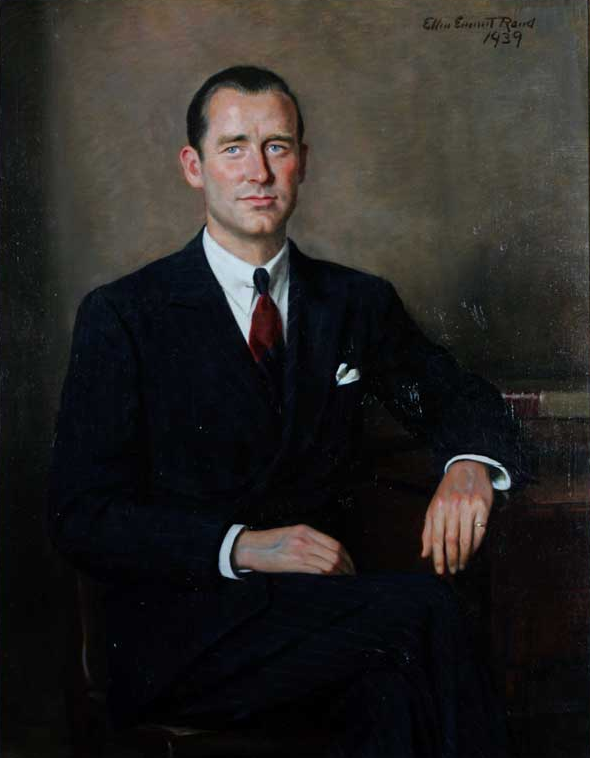
William Henry Vanderbilt (Porträt von Ellen Emmet Rand)

William Henry Vanderbilt III (* 24. November 1901 in New York City; † 14. April 1981 in Williamstown, Massachusetts) war ein US-amerikanischer Politiker und von 1939 bis 1941 Gouverneur des Bundesstaates Rhode Island.

## Frühe Jahre und politischer Aufstieg
William Vanderbilt war ein Nachfahre von Cornelius Vanderbilt, der im 19. Jahrhundert ein Reeder und Eisenbahnmagnat war und sich ein eigenes Wirtschaftsimperium aufgebaut hatte. Seine Eltern waren Alfred und Elsie Vanderbilt, sein Vater kam 1915 beim Untergang der Lusitania um. William besuchte die St. George’s School in Middletown und die Evans School in Mesa (Arizona). Während des Ersten Weltkriegs diente er in der US-Marine. Nach dem Krieg setzte er seine Ausbildung mit einem Studium an der Princeton University fort. Im Jahr 1925 gründete William Vanderbilt die Automotive Transportation Company, die in den südlichen Neuenglandstaaten Eisenbahnen und Buslinien betrieb. Das nötige Geld dafür stammte aus dem Familienerbe der Vanderbilts.
William Vanderbilt war Mitglied der Republikanischen Partei. Zwischen 1929 und 1935 gehörte er dem Senat von Rhode Island an. Im Jahr 1936 scheiterte er in den Gouverneursvorwahlen seiner Partei. Bei den Gouverneurswahlen des Jahres 1938 war er erfolgreicher. Er gewann nicht nur die Nominierung seiner Partei, sondern auch die anschließende eigentliche Wahl.

## Gouverneur von Rhode Island
Vanderbilt trat sein neues Amt am 3. Januar 1939 an. In seinem Bestreben, die Regierung effektiver zu machen, entließ er über 400 Beschäftigte im öffentlichen Dienst. Die Tatsache, dass er einige Regierungsämter mit Mitgliedern der Demokratischen Partei besetzte, die er für fähiger als eventuelle Republikaner betrachtete, verärgerte viele seiner Parteifreunde. Dies und ein Abhörskandal trugen im Jahr 1940 zu seiner Abwahl bei. Damit musste er am 7. Januar 1941 sein Amt an den Demokraten J. Howard McGrath abgeben.

## Weiterer Lebenslauf
Während des Zweiten Weltkriegs trat William Vanderbilt wieder in die US-Marine ein und wurde in der Panamakanalzone stationiert. Danach wurde er Aufsichtsratsmitglied der New York Central Railroad Company, die zum Familienimperium der Vanderbilts gehörte. Im Jahr 1960 war er Mitglied einer Kommission, die Wahlkampfausgaben und Spenden untersuchte. Außerdem war er Kurator der Vanderbilt University. William Vanderbilt starb im April 1981 in Williamstown, wo er eine Farm erworben hatte. Er war dreimal verheiratet und hatte insgesamt vier Kinder.